# العلاقات التشادية التشيلية
العلاقات التشادية التشيلية هي العلاقات الثنائية التي تجمع بين تشاد وتشيلي.

## مقارنة بين البلدين
هذه مقارنة عامة ومرجعية للدولتين:
| وجه المقارنة                                              | تشاد                      | تشيلي                         |
| --------------------------------------------------------- | ------------------------- | ----------------------------- |
| المساحة (كم2)                                             | 1.28 مليون                | 756.10 ألف                    |
| عدد السكان (نسمة)                                         | 15.23 مليون               | 17.37 مليون                   |
| الكثافة السكانية (ن./كم²)                                 | 11.9                      | 22.97                         |
| العاصمة                                                   | انجمينا                   | سانتياغو                      |
| اللغة الرسمية                                             | لغة فرنسية، اللغة العربية | اللغة الإسبانية               |
| العملة                                                    | فرنك وسط أفريقي           | بيزو تشيلي، وحدة حساب تشيلية ‏ |
| الناتج المحلي الإجمالي (بليون دولار)                      | 9.98 مليار                | 277.08 مليار                  |
| الناتج المحلي الإجمالي (تعادل القوة الشرائية) بليون دولار | 30.54 مليار               | 419.39 مليار                  |
| الناتج المحلي الإجمالي الاسمي للفرد دولار أمريكي          | 775                       | 13.42 ألف                     |
| الناتج المحلي الإجمالي للفرد دولار أمريكي                 | 2.18 ألف                  | 22.07 ألف                     |
| مؤشر التنمية البشرية                                      | 0.392                     | 0.832                         |
| رمز المكالمات الدولي                                      | +235                      | +56                           |
| رمز الإنترنت                                              | .td                       | .cl                           |
| المنطقة الزمنية                                           | ت ع م+01:00               | 00، 00، 00، 00                |

## منظمات دولية مشتركة
يشترك البلدان في عضوية مجموعة من المنظمات الدولية، منها:
| علم المنظمة | اسم المنظمة                               | تاريخ انضمام تشاد | تاريخ انضمام تشيلي |
| ----------- | ----------------------------------------- | ----------------- | ------------------ |
|             | وكالة ضمان الاستثمار متعدد الأطراف        | 11 يونيو 2002     | 12 أبريل 1988      |
|             | منظمة الشرطة الجنائية الدولية             | ?                 | ?                  |
|             | منظمة حظر الأسلحة الكيميائية              | ?                 | ?                  |
|             | منظمة التجارة العالمية                    | ?                 | ?                  |
|             | الأمم المتحدة                             | 20 سبتمبر 1960    | 24 أكتوبر 1945     |
|             | مؤسسة التمويل الدولية                     | 2 أبريل 1998      | 15 أبريل 1957      |
|             | يونسكو                                    | 19 ديسمبر 1960    | 7 يوليو 1953       |
|             | مؤسسة التنمية الدولية                     | 7 نوفمبر 1963     | 30 ديسمبر 1960     |
|             | البنك الدولي للإنشاء والتعمير             | 10 يوليو 1963     | 31 ديسمبر 1945     |
|             | المركز الدولي لتسوية المنازعات الاستشارية | 14 أكتوبر 1966    | 24 أكتوبر 1991     |
|             | الاتحاد البريدي العالمي                   | ?                 | ?                  |
|             | الاتحاد الدولي للاتصالات                  | 25 نوفمبر 1960    | 1908               |

## وصلات خارجية
- موقع وزارة الخارجية التشيلية